# Замфиров, Тервел
Тервел Замфиров (болг. Тервел Замфиров; 22 февраля 2005) — болгарский сноубордист, выступающий в параллельных дисциплинах, чемпион мира 2025 года в параллельном слаломе, чемпион зимней Универсиады 2025 года.

## Карьера
Замфиров впервые принял участие на международных стартах на чемпионате мира среди юниоров 2021 года в Красноярске, заняв 22-е место в параллельных дисциплинах. В сезоне 2021/22 годов дебютировал на этапах Кубка мира по сноуборду и Кубка Европы.
В сезоне 2023/24 годов Тервел впервые поднялся на подиум этапа Кубка Европы в Пампорово, заняв два третьих места. В этом же сезоне выиграл серебряную медаль в параллельных дисциплинах на чемпионате мира среди юниоров 2024 года.
В сезоне 2024/25 годов впервые вошёл в десятку лучших на Кубке мира, заняв два четвертых места в параллельном гигантском слаломе, и завоевал три золотые медали на чемпионате мира среди юниоров 2025 года в Закопане в параллельном гигантском слаломе, параллельном слаломе и командных соревнованиях. Также победил в параллельном гигантском слаломе на Всемирных зимних университетских играх 2025 года.
В 2025 году на чемпионате мира по сноуборду завоевал золотую медаль в параллельном слаломе.

## Результаты на крупнейших соревнованиях

### Чемпионаты мира
| Чемпионат мира | Параллельный слалом | Параллельный гигантский слалом | Командный параллельный слалом |
| -------------- | ------------------- | ------------------------------ | ----------------------------- |
| 2025 Энгадин   | 1                   | 12                             |                               |